# Verdun-sur-Garonne

Verdun-sur-Garonne este o comună în departamentul Tarn-et-Garonne din sudul Franței. În 2009 avea o populație de 4.103 de locuitori.

## monumente

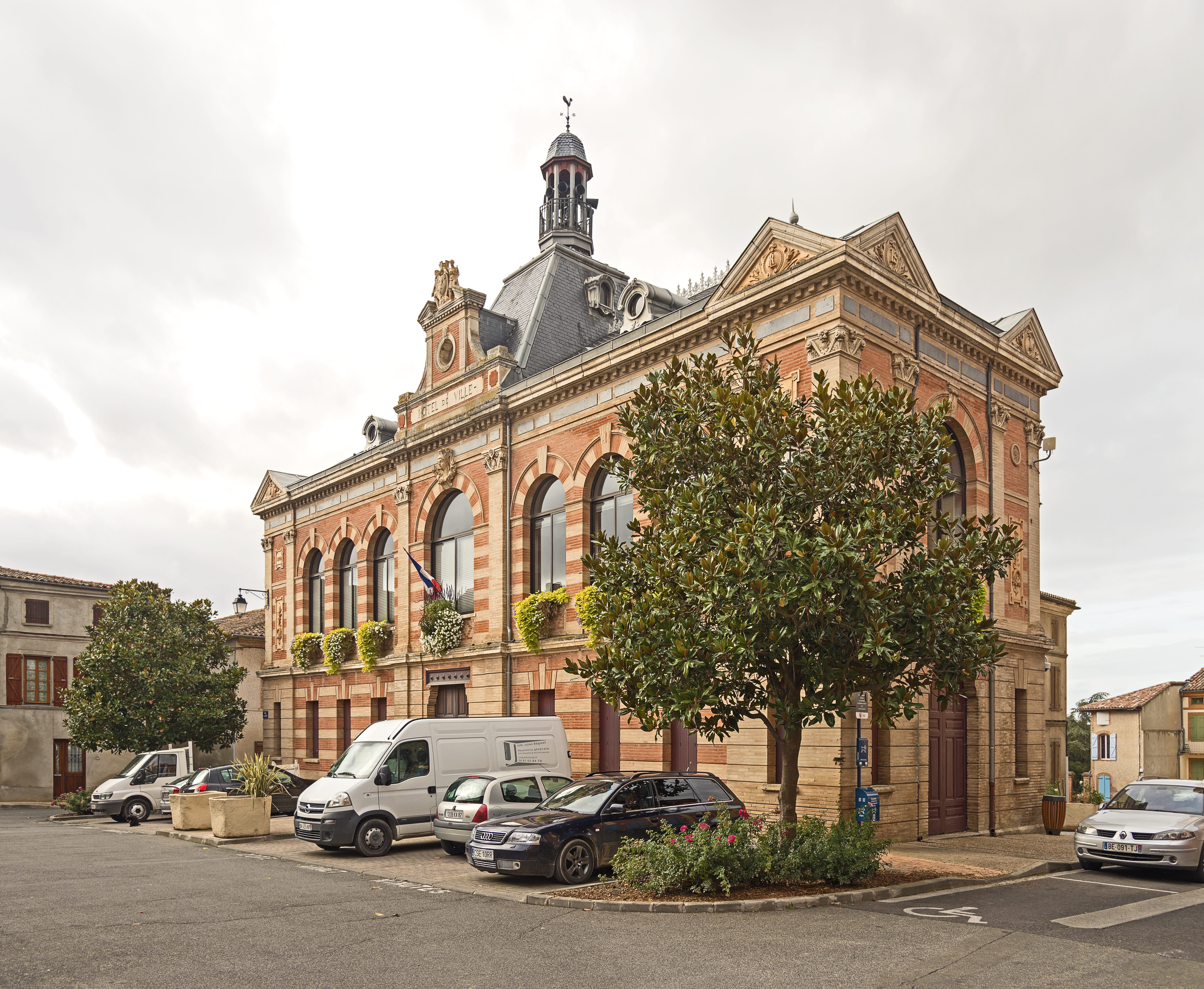
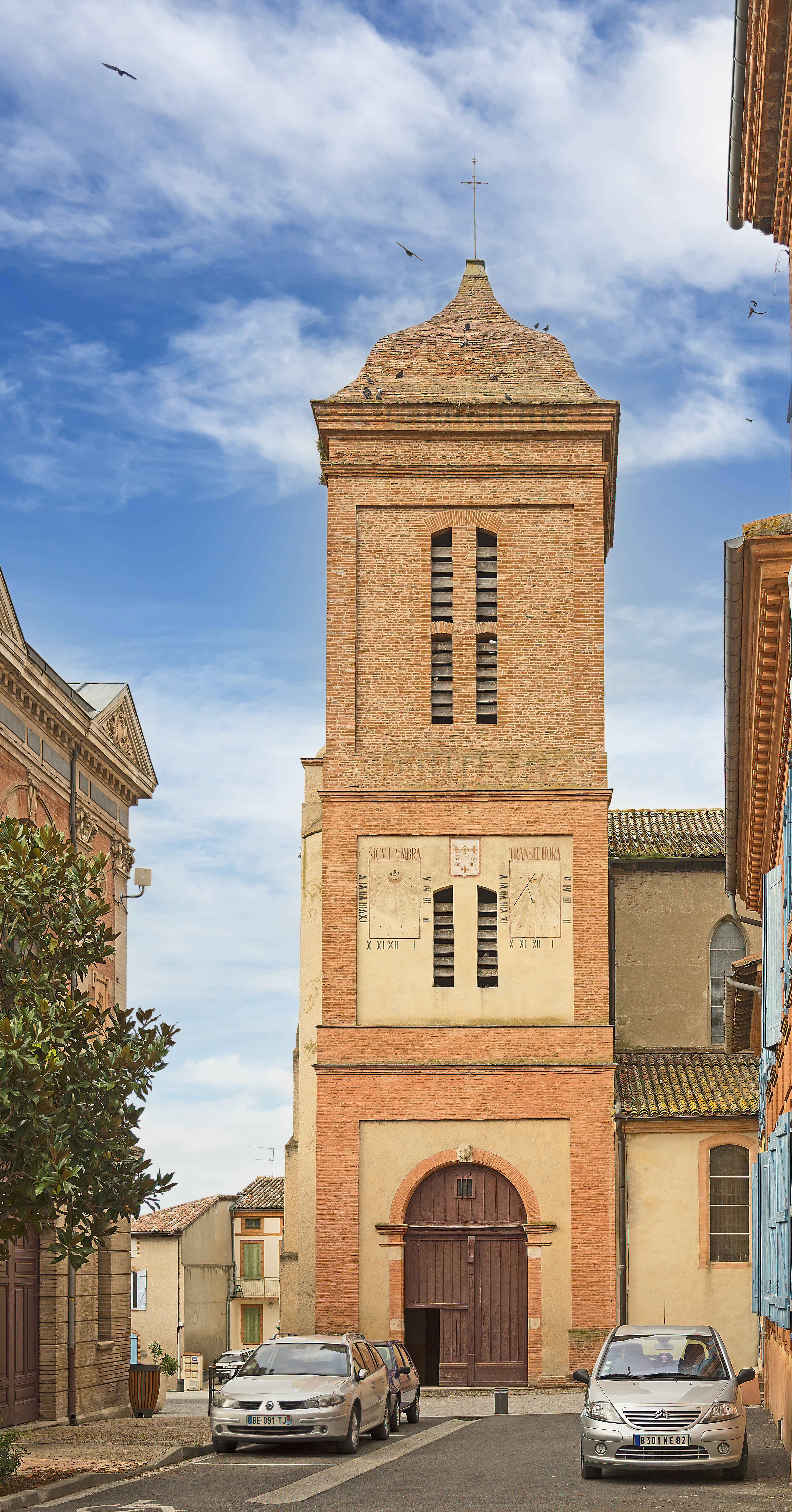
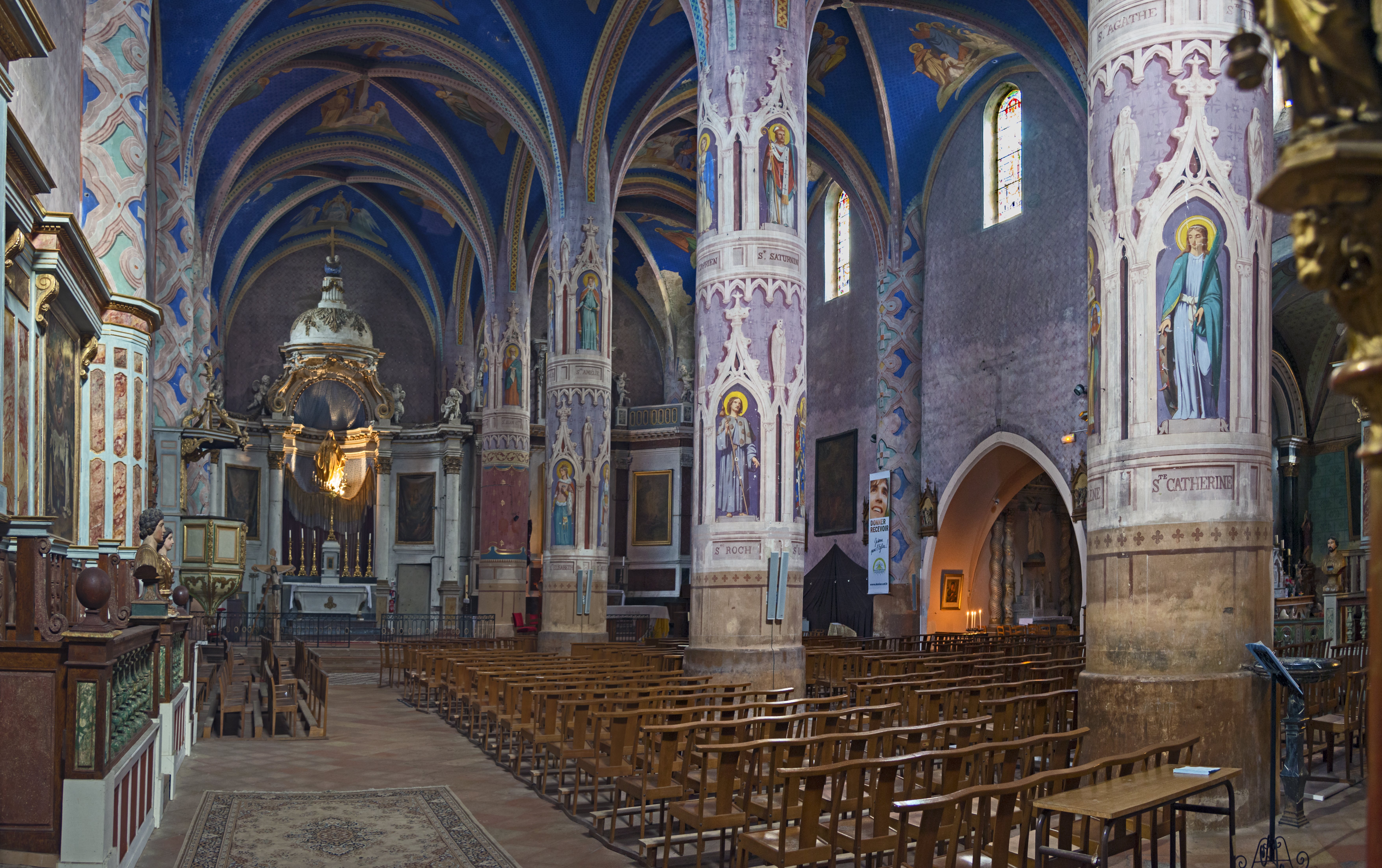
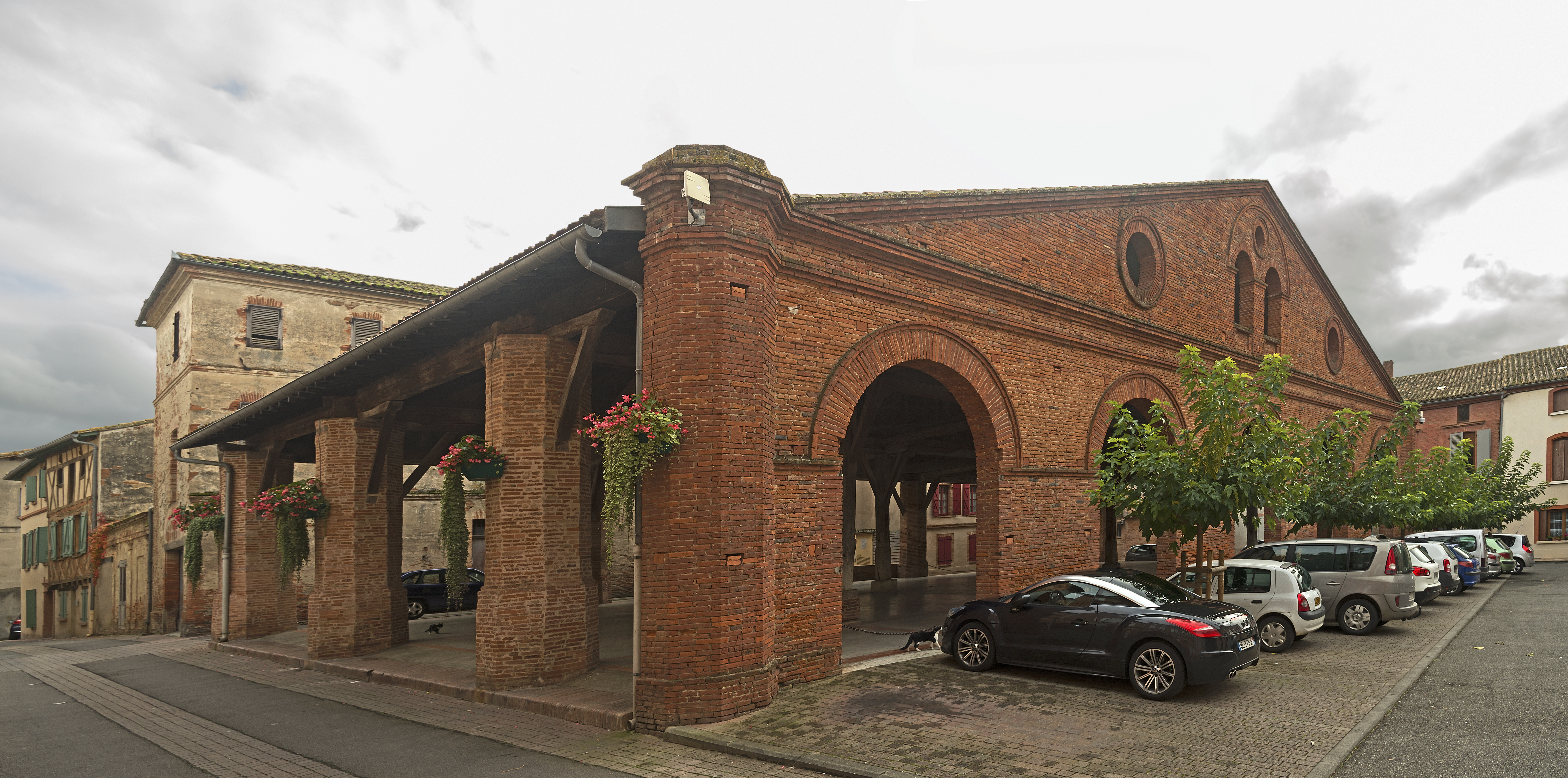

## Evoluția populației
| An        | 1975  | 1982  | 1990  | 1999  | 2006  | 2009  |
| --------- | ----- | ----- | ----- | ----- | ----- | ----- |
| Populație | 2.353 | 2.510 | 2.872 | 3.067 | 3.802 | 4.103 |